# Holstein-Stadion
Le Holstein-Stadion est un stade de la ville de Kiel dans le nord de l' Allemagne (land du Schleswig-Holstein).
C'est le stade du club de football Holstein Kiel, qui joue actuellement en deuxième division allemande, la 2. Bundesliga.

## Histoire
Le nouveau stade a une capacité de 10 200 spectateurs et peut être étendu à 15 000 si l'équipe monte en première division. La rénovation a été achevée dans la journée avant son ouverture le 9 août 2006, pour une victoire sur le score de 5 à 0 des locaux de Holstein Kiel sur le 1. FC Magdebourg. Après sa promotion en deuxième division en 2017, le stade a été agrandi à 15 000 places. La construction souhaitée s'est terminée définitivement au printemps 2019.